# Шпитталь-ан-дер-Драу
Шпи́тталь-ан-дер-Дра́у (нем. Spittal an der Drau, словен. Špital ob Dravi) — старинный город в Австрии, на западе федеральной земли Каринтия. Город расположен на берегу реки Драва при впадении в неё небольшой речки Штайр.
Площадь города составляет 48,52 км², население — 15 151 человек (1 января 2021), плотность населения — 315 чел./км²

## История
В 1191 году Оттон II, граф Ортенбургский, вместе со своим братом Германом основали в верховьях Дравы больницу (нем. Hospital, Spittl) и церковь. Позднее вокруг города вырос небольшой город, который по прекращению Ортенбургской династии перешёл под власть графов Целе.
В 1457 году Шпитталь получил городское право. В то же время он был присоединён к австрийским владениям Габсбургов. В 1524 году император Фердинанд I даровал город одному из своих испанских приближённых Габриелю Саламанке вместе с титулом графа Ортенбургского. Саламанка выстроил в Шпиттале один из красивейших в Австрии дворцов в стиле Ренессанса — дворец Порциа.

## Экономика
В Шпиттале находится штаб-квартира крупной австрийской строительной компании Strabag.

## Известные уроженцы и жители
- Леопольд Гассер (1836—1871) — австрийский оружейник, конструктор ручного стрелкового оружия.
- Томас Моргенштерн (род. 1986) — австрийский прыгун с трамплина, трёхкратный олимпийский чемпион и многократный чемпион мира.

## Население
| Год  | Численность |
| ---- | ----------- |
| 1869 | 3075        |
| 1889 | 3548        |
| 1890 | 3995        |
| 1900 | 4210        |
| 1910 | 5970        |
| 1923 | 6255        |
| 1934 | 6691        |
| 1939 | 8627        |
| 1951 | 10968       |
| 1961 | 12573       |
| 1971 | 13877       |
| 1981 | 14736       |
| 1991 | 15346       |
| 2001 | 16045       |
| 2011 | 15753       |
| 2021 | 15151       |

## Политическая ситуация
Бургомистр коммуны — Герхард Кёфер (СДПА) по результатам выборов 2003 года.
Совет представителей коммуны (нем. Gemeinderat) состоит из 31 места.
- СДПА занимает 18 мест.
- АНП занимает 5 мест.
- АПС занимает 5 мест.
- Партия SFS занимает 3 места.

## Города-побратимы
Шпитталь-ан-дер-Драу имеет отношения со следующими городами:
- Лёне, Германия (1973)
- Порденоне, Италия (1987)
- Порчия, Италия (1987)